# فيلبن-فيلهاوزن
فيلبن-فيلهاوزن (بالألمانية: Felben-Wellhausen) هي إحدى بلديات مقاطعة فراونفيلد في كانتون تورغاو في سويسرا. تبلغ مساحتها 7.3 كيلومتر مربع، ويقدر عدد سكانها بـ 2691 نسمة (حسب تعداد ديسمبر 2015).